# 東京都立世田谷総合高等学校
東京都立世田谷総合高等学校（とうきょうとりつ せたがやそうごうこうとうがっこう）は、東京都世田谷区岡本二丁目にある東京都立高等学校。略称は世田総（せたそう）。

## 概要
旧東京都立砧工業高等学校と旧東京都立玉川高等学校とが統合され、総合高校として2008年4月開校した。生徒は女子の比率のほうが高い。黄色い校舎が目印。学校のイメージカラーは緑である。自立性を育てるため「ノーチャイムノー放送」を実施し、基本的に放送が行われない。文化祭は翠風祭。

## 設置学科
- 総合学科
  - 社会・教養系列　
  - 環境・サイエンス系列 　
  - 国際・文化理解系列 　
  - 情報デザイン系列 　
  - ライフデザイン系列
  - ものづくり系列

## 沿革
- 2008年（平成20年） - 開校

## 部活動

### 運動部
- 陸上競技部
- 軟式野球部
- ソフトボール部
- 男子硬式テニス部
- 女子硬式テニス部
- 剣道部
- ダンス部
- 男子バスケットボール部
- 女子バスケットボール部
- バドミントン部
- 弓道部
- バレーボール部
- 男子サッカー部
- 女子サッカー部
- 水泳部

### 文化部
- コーラス部
- クッキング部
- 演劇部
- 吹奏楽部 - 第35回東京都高等学校アンサンブルコンテスト　打楽器部門金賞受賞
- 写真部
- 伝統文化部
- 漫画研究部
- 軽音楽部
- 放送部
- 文芸部
- 化学部
- 美術部

### 同好会
- 百人一首部
- クリエイト部
- トレーニング部

## 交通
鉄道
- 東急電鉄 田園都市線・大井町線 二子玉川駅 徒歩15分。髙島屋などのショッピング街、東急砧線跡地が通学路[1]。

バス
| 乗車駅                      | 系統       | 下車停留所         | 運行事業者    |
| --------------------------- | ---------- | ------------------ | ------------- |
| 東急田園都市線二子玉川駅    | 玉06・玉30 | 「世田谷総合高校」 | ■東急         |
| 小田急小田原線 成城学園前駅 | 玉31       | 「世田谷総合高校」 | ■東急         |
| 小田急小田原線 成城学園前駅 | 玉07       | 「世田谷総合高校」 | ■東急 ■小田急 |
| 京王線 調布駅               | 玉08       | 「世田谷総合高校」 | ■小田急       |

## 著名な卒業生
- 村松智子（女子サッカー選手）
- The Wisely Brothers（バンド、メンバー3人全員）
- 未来（THE HOOPERS）[2]